# Renzo Furlan
Renzo Furlan (Conegliano, 17 maggio 1970) è un allenatore di tennis ed ex tennista italiano.
Ha conquistato due titoli ATP, uno sul cemento e l'altro sulla terra rossa, su sette finali disputate.
È il sesto tennista italiano (su un totale di 12) a essere entrato tra i primi 20 giocatori del mondo dall'introduzione della classifica computerizzata. Con il 19º posto del 15 aprile 1996 vanta la nona migliore classifica ATP raggiunta da un tennista italiano, ed è stato numero 1 del proprio paese per 121 settimane.
Il suo miglior risultato nei tornei del Grande Slam è rappresentato dai quarti di finale raggiunti al Roland Garros nel 1995.

## Carriera

### Giocatore
Cresciuto a Cimetta di Codogné, destrimane, diventò professionista nel 1988.
Il 24 maggio del 1992, sulla terra battuta di Bologna, raggiunse la sua prima finale ATP in carriera e fu battuto da Jaime Oncins per 6-2, 6-4.
Il 14 giugno del 1992, al torneo di Firenze, uscì nuovamente sconfitto in finale. A negargli la gioia del trionfo fu Thomas Muster, che si aggiudicò il torneo con lo score di 6-3, 1-6, 6-1. 
Nel 1992 Furlan rappresentò l'Italia alle Olimpiadi estive di Barcellona e fu sconfitto al terzo turno da Jordi Arrese (poi medaglia d'argento).
L'8 febbraio del 1993, grazie alla posizione numero 55 nel ranking ATP, diventò per la prima volta il numero uno italiano scavalcando Omar Camporese. Il 15 agosto dello stesso anno, sul rosso di San Marino, fu sconfitto nuovamente in finale da Thomas Muster, con un doppio 7-5.
Il 1994 fu l'anno della conquista dei suoi 2 titoli ATP. Il primo arrivò il 6 febbraio sul cemento indoor di San Jose, dove nella finale superò il nº 9 ATP Michael Chang con il punteggio di 3-6, 6-3, 7-5. Fu la seconda delle sue 7 vittorie in carriera contro un top 10, grazie alla quale diventò il quindicesimo giocatore italiano ad aggiudicarsi un trofeo del circuito maggiore e il quinto a conquistare un titolo sconfiggendo in finale un giocatore classificato tra i primi 10 del ranking mondiale.
Il 20 marzo del 1994 si aggiudicò il suo secondo torneo, sulla terra battuta di Casablanca, battendo in finale Karim Alami per 6-4, 6-2.
Il 22 ottobre del 1995, sul sintetico di Pechino, raggiunse la sua settima finale in carriera. Dall'altra parte della rete ritrovò Michael Chang, che col punteggio di 7-5, 6-3 vendicò la sconfitta di San Jose aggiudicandosi il titolo.
Nel 1996 prese parte alle Olimpiadi di Atlanta e fu sconfitto nei quarti di finale da Leander Paes.
Il 23 marzo del 1997 disputò la sua ultima finale ATP sul sintetico di San Pietroburgo e si arrese col punteggio di 6-3, 6-4 a Thomas Johansson.
Fece il suo esordio con la squadra italiana di Coppa Davis nel 1993 e giunse in semifinale nelle edizioni 1996 e 1997. Nel 2000 disputò il suo ultimo incontro in Coppa Davis, chiudendo l'esperienza con un bilancio di 10 vittorie e 9 sconfitte, tutte in singolare.

### Allenatore
Nella sua attività di coach ha allenato la campionessa del Roland Garros Francesca Schiavone e Simone Bolelli.
Dal 2015 è stato coach di Jasmine Paolini, a tempo parziale fino al 2020 e full time nei cinque anni successivi. Nel 2024, sotto la sua guida, Paolini raggiunse le finali al Roland Garros e a Wimbledon nonché la quarta posizione del ranking mondiale; a fine stagione viene assegnato a Furlan il premio WTA al coach dell'anno. A fine marzo 2025 è finita la loro decennale collaborazione.

## Vita privata
Ha sposato nel 1996 la tennista Nathalie Baudone.

## Statistiche

### Singolare

#### Vittorie (2)
| Legenda                      |
| Grande Slam (0)              |
| ATP Super 9 (0)              |
| ATP Championships Series (0) |
| Giochi olimpici (0)          |
| ATP World Series (2)         |

| N. | Data            | Torneo                           | Superficie  | Avversario in finale | Punteggio     |
| 1. | 7 febbraio 1994 | San Jose Open, San Jose          | Cemento (i) | Michael Chang        | 3-6, 6-3, 7-5 |
| 2. | 21 marzo 1994   | Grand Prix Hassan II, Casablanca | Terra rossa | Karim Alami          | 6-2, 6-2      |

#### Finali perse (5)
| Legenda                      |
| Grande Slam (0)              |
| ATP Super 9 (0)              |
| ATP Championships Series (0) |
| Giochi olimpici (0)          |
| ATP World Series (5)         |

| N. | Data            | Torneo                                             | Superficie    | Avversario in finale | Punteggio     |
| 1. | 24 maggio 1992  | ATP Bologna Outdoor, Bologna                       | Terra rossa   | Jaime Oncins         | 2-6, 4-6      |
| 2. | 14 giugno 1992  | ATP Firenze, Firenze                               | Terra rossa   | Thomas Muster        | 3-6, 6-1, 1-6 |
| 3. | 15 agosto 1993  | Internazionali di Tennis di San Marino, San Marino | Terra rossa   | Thomas Muster        | 5-7, 5-7      |
| 4. | 1º ottobre 1995 | China Open, Pechino                                | Sintetico (i) | Michael Chang        | 5-7, 3-6      |
| 5. | 23 marzo 1997   | St. Petersburg Open, San Pietroburgo               | Sintetico (i) | Thomas Johansson     | 3-6, 4-6      |

### Doppio

#### Finali perse (1)
| Legenda                      |
| Grande Slam (0)              |
| ATP Super 9 (0)              |
| ATP Championships Series (0) |
| Giochi olimpici (0)          |
| ATP World Series (1)         |

| N. | Data           | Torneo                                             | Superficie  | Compagno     | Avversari in finale         | Punteggio |
| 1. | 14 agosto 1994 | Internazionali di Tennis di San Marino, San Marino | Terra rossa | Jordi Arrese | Neil Broad Greg Van Emburgh | 4-6, 6-7  |